# Hugo XI. z Lusignanu
Hugo XI. z Lusignanu řečený Snědý (francouzsky Hugues XI de Lusignan, 1221?– 6. dubna 1250) byl hrabě z Angoulême a La Marche z dynastie Lusignanů.

## Život

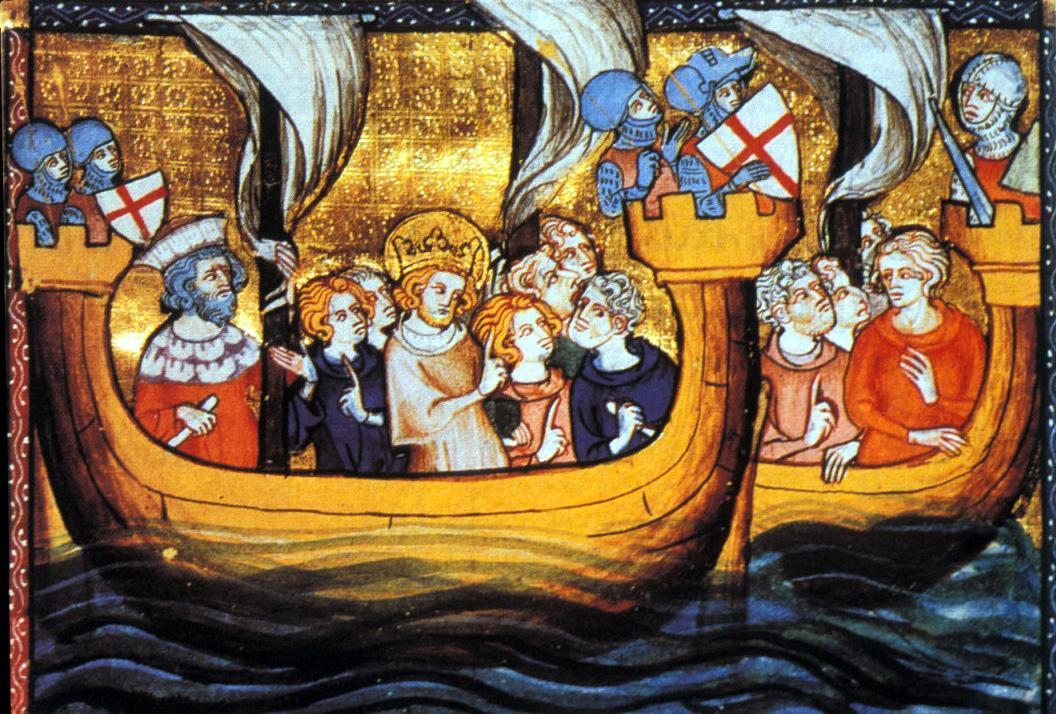
Loďstvo sedmé křížové výpravy

Narodil se jako nejstarší syn a dědic hraběte Huga z Lusignanu a Isabely z Angoulême, bývalé anglické královny. Jeho otec patřil ke vzbouřencům proti regentské vládě Blanky Kastilské, což ovlivnilo Hugův život. Původně byl zasnoubený s Janou, dcerou a dědičkou Raimonda VII. z Toulouse. Zasnoubení bylo roku 1229 zrušeno a Jana byla zasnoubena s bratrem francouzského krále. Jako odškodnění bylo následně naplánováno Hugovo zasnoubení s Isabelou, dcerou Blanky Kastilské. Ke sňatku nedošlo, Hugo se roku 1238 oženil s Jolandou, dcerou bretaňského vévody Petra Mauclerca. Jeho otec byl pak opět vůdcem dalšího povstání proti francouzské koruně, do níž se zapletl i anglický král Jindřich III. Po bitvě u Taillebourgu v létě 1242 vzpoura pro Lusignany skončila drtivou porážkou.
Hugo zdědil po matčině smrti roku 1246 hrabství Angoulême a roku 1249 se společně s otcem v družině bývalého otcova soupeře Alfonse z Poitiers připojil ke křížové výpravě. Otec padl v červnu téhož roku u Damietty a samotný Hugo 6. dubna 1250 v bitvě u Fariskuru. Jeho ostatky byly pohřbeny v klášteře La Couronne.